# فوتون تاریک
فوتون تاریک یا فیتون(به انگلیسی: phaeton) (از واژه یونانی φαιός (فایوس (به انگلیسی: phaios)) به معنای تاریک) ذره بنیادی فرضی است که نقش حامل نیرو الکترومغناطیس را برای ماده تاریک دارد. از نظر نظری، فوتون های تاریک را می توان از آمیختن با فوتون ها معمولی و در پی آن، اثراتش بر برهمکنش های ذرات شناخته شده، یافت. این ذره در سال ۲۰۰۸ توسط شان کارول،مارک کامینوکوفسکی،لوتی اکرمن و متی آر. باکلی نظریه پردازی شد.
مانند فوتون های معمولی، فوتون های تاریک، جرم ندارند. 